# Ron Haddrick
Ron Haddrick est un acteur australien né le 9 avril 1929 à Adélaïde (Australie) et mort le 11 février 2020 à Sydney.

## Filmographie
- 1965 : The Affair (TV)
- 1965 : The Stranger (série TV) : Adam Suisse (The Stranger)
- 1970 : A Christmas Carol (TV) : Ebenezer Scrooge (voix)
- 1971 : The Legend of Robin Hood (TV) : Sheriff Of Nottingham (voix)
- 1972 : The Gentlemen of Titipu (série TV) (voix)
- 1972 : Marco Polo (TV) (voix)
- 1972 : Shirley Thompson Versus the Aliens : Duke of Edinburgh
- 1973 : The Taming of the Shrew (TV) : Baptista
- 1973 : The Black Arrow (TV) (voix)
- 1975 : The Golden Cage : Rich Man
- 1975 : Mysterious Island (TV) (voix)
- 1976 : The Haunting of Hewie Dowker (TV)
- 1976 : The Fourth Wish : Harbord
- 1976 : Master of the World (TV) (voix)
- 1977 : A Journey to the Center of the Earth (TV) (voix)
- 1977 : The Restless Years (série TV) : Greg Denning
- 1977 : Dot and the Kangaroo (voix)
- 1978 : The Scalp Merchant (TV)
- 1978 : The Death Train (TV)
- 1979 : Dawn! : Pop
- 1981 : Around the World with Dot : Grumblebones (voix)
- 1981 : Run Rebecca, Run! : Speaker of Parliament
- 1982 : Jonah (feuilleton TV)
- 1983 : The Amorous Dentist (TV)
- 1984 : Dot and the Bunny (voix)
- 1984 : A Halo for Athuan (TV) : The Abbott
- 1984 : The Camel Boy : O'Connell (voix)
- 1986 : Le Bossu de Notre-Dame (TV) : Frollo (voix)
- 1986 : Tusitala (feuilleton TV) : Thomas Stevenson
- 1986 : Great Expectations, the Untold Story (TV) : Tankerton
- 1986 : Short Changed : Garrick
- 1987 : The Odyssey (d)  (TV) (voix)
- 1987 : Rob Roy (vidéo) (voix)
- 1988 : Hiawatha (TV)
- 1988 : Emma: Queen of the South Seas (feuilleton TV) : Reverend Brown
- 1988 : Summer Bay (série TV) : Gordon Macklin (1988-1990)  /  ... (unknown episodes, 1995)
- 1990 : Mr Quigley l'Australien (Quigley Down Under) : Grimmelman
- 1996 : Les Enfants de la Révolution : Sir Allan Miles
- 2000 : Fovou tous Ellines... : Thomas
- 2000 : Carnivale (voix)
- 2000 : Dogwoman: Dead Dog Walking (TV) : Barry Holloway
- 2004 : The Alice (TV) : Marco Marione
- 2004 : Farscape : Guerre pacificatrice (TV) : Yondalao
- 2006 : The Story of Bubbleboy : Narrator